# Токро андійський
Токро андійський (Odontophorus balliviani) — вид куроподібних птахів родини токрових (Odontophoridae).

## Назва
Вид названо на честь президента Болівії Хосе Бальївіана.

## Поширення
Поширений на луках пуни на східних схилах Анд на півдні Перу та заході Болівії. Трапляється на висоті 2000-3000 метрів над рівнем моря.

## Опис
Птах завдовжки близько 27 см і вагою 325 г. Живиться комахами і плодами. Основне оперення темно-коричневе. Верх голови і чубчик каштанові. Через очі від основи дзьоба до шиї проходить чорна смуга. Горло та груди з численними білими смужками.